# Bahnhof London Bridge

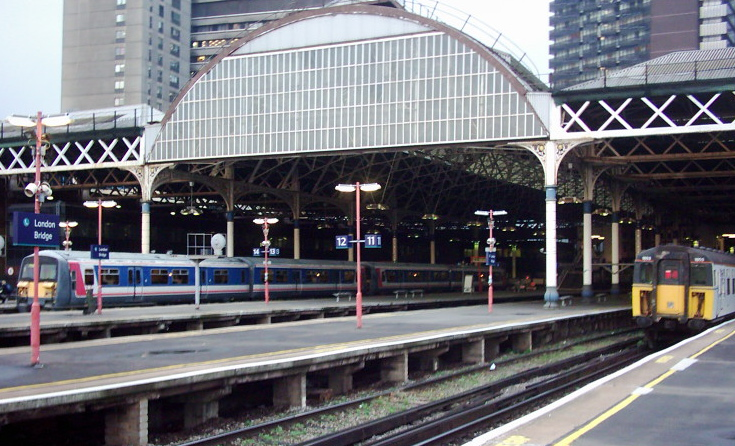
Blick auf die Gleisanlagen

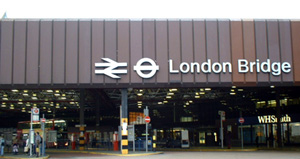
Haupteingang des Bahnhofs

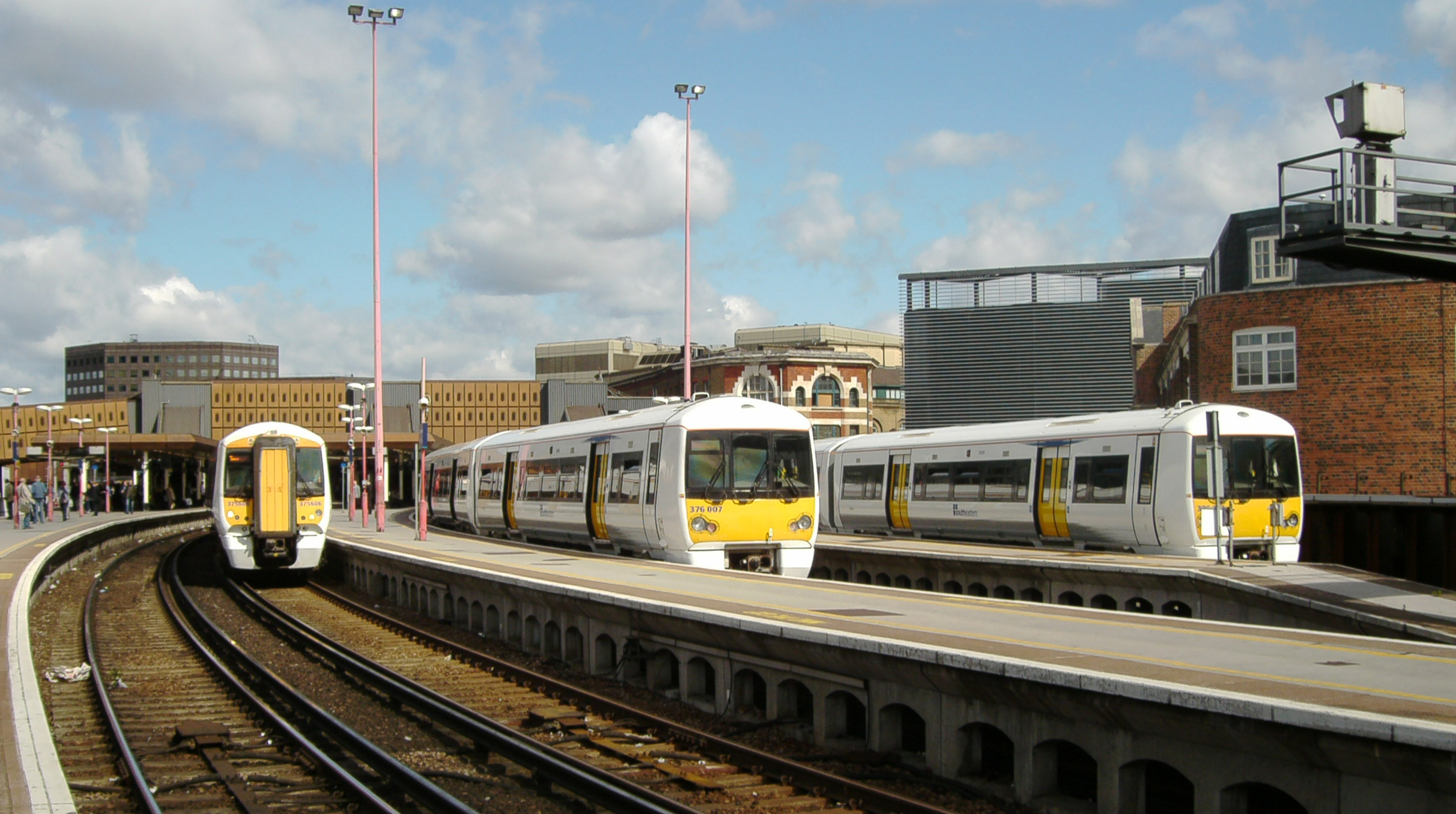
Züge von Southeastern auf den Durchgangsgleisen, Blickrichtung Westen

London Bridge ist ein wichtiger Bahnhof in London. Er befindet sich im Stadtteil Southwark, am südlichen Ende der London Bridge. Der Bahnhof in der Travelcard-Tarifzone 1 besteht aus drei Teilen: Einem Durchgangsbahnhof, einem Kopfbahnhof und einer unterirdischen Station der London Underground. Im Jahr 2014 nutzten 49,518 Millionen Fahrgäste der Eisenbahn den Bahnhof, hinzu kommen 74,98 Millionen U-Bahn-Fahrgäste.
In der näheren Umgebung befinden sich zahlreiche Sehenswürdigkeiten, wie zum Beispiel die Southwark Cathedral, die Tower Bridge, die Belfast, die City Hall, der Wolkenkratzer The Shard und die Tate Modern.

## Anlage

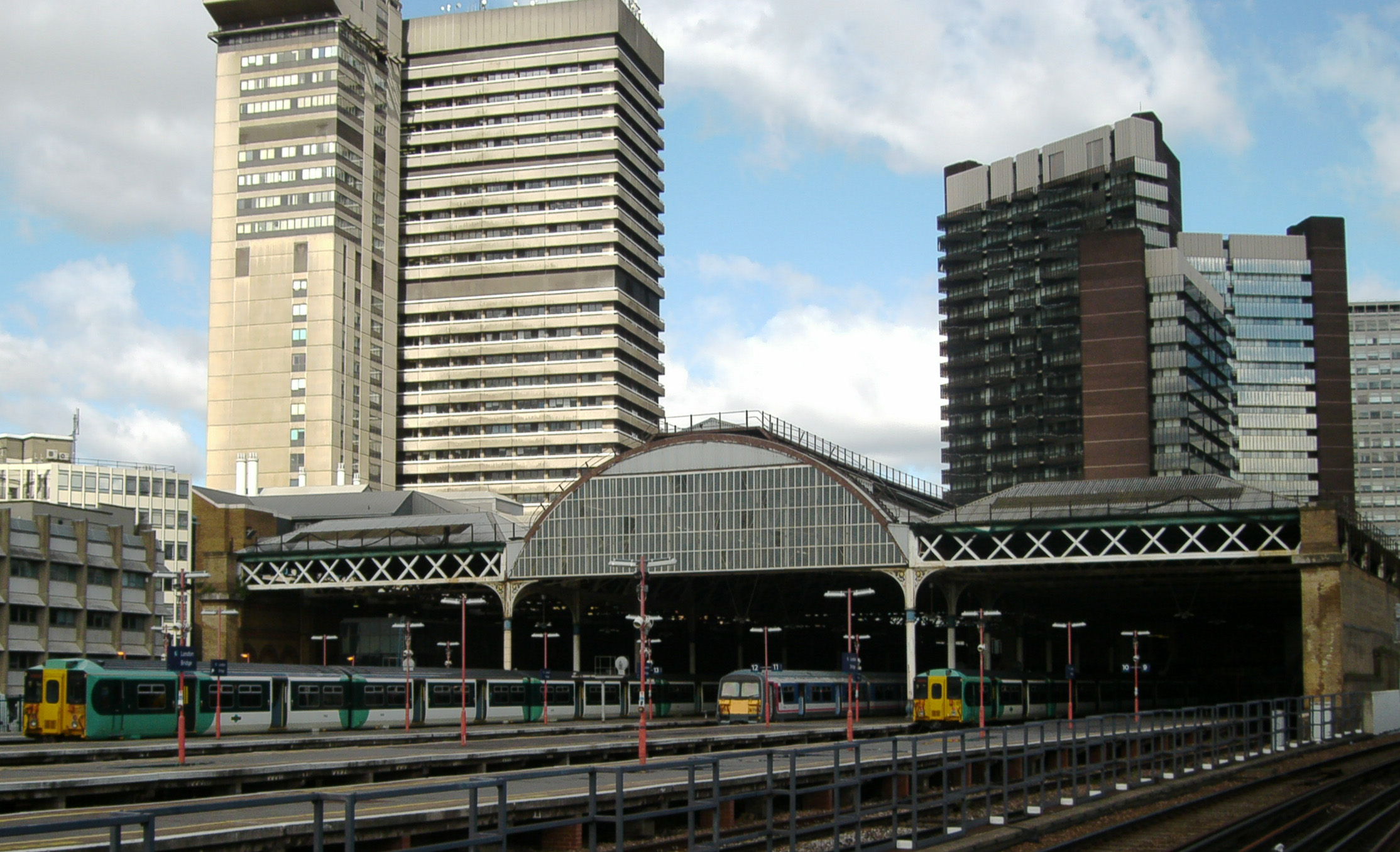
Züge von Southern (links und rechts) und First Capital Connect (mittig) auf den Kopfgleisen, Blickrichtung Westen

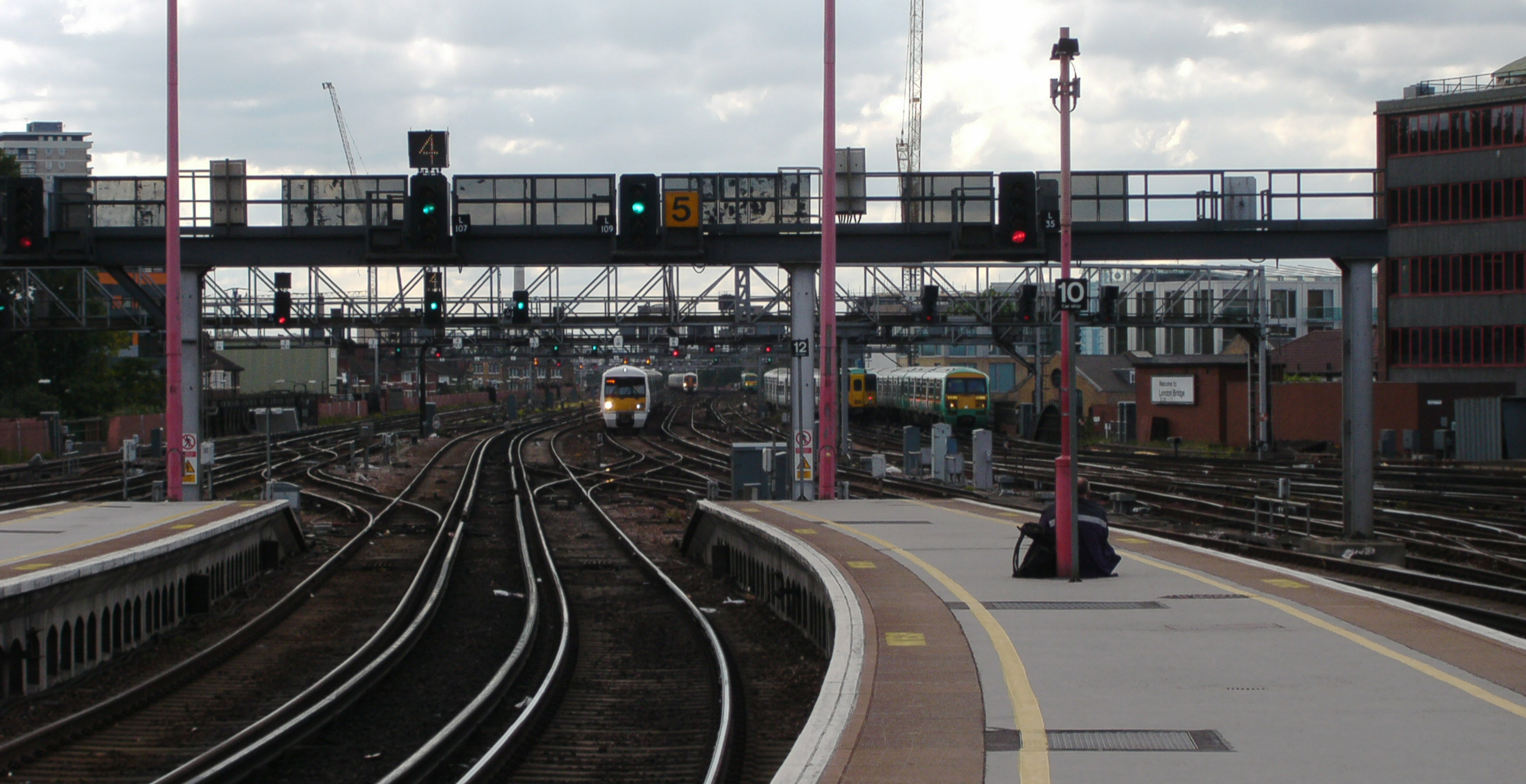
Ausfahrt Richtung Osten mit Zügen von South Eastern (links) und Southern (rechts)

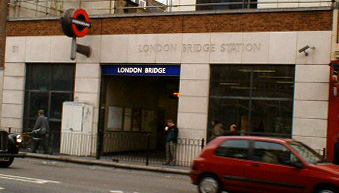
Eingang zur U-Bahn-Station an der Borough High Street

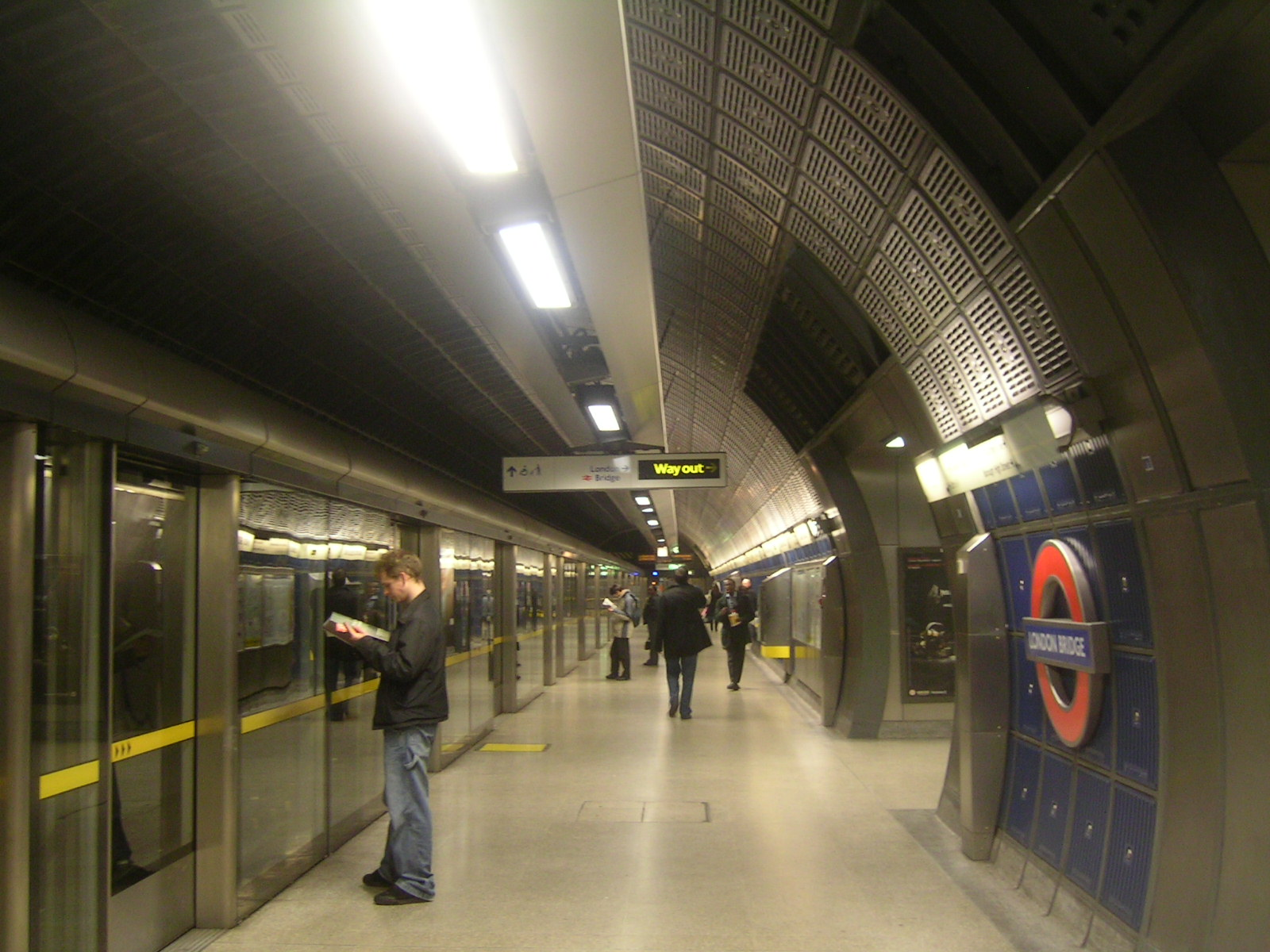
Bahnsteig der Jubilee Line

Der Durchgangsbahnhof liegt auf der Nordseite. Die Strecke führt im Gegensatz zu allen anderen Londoner Hauptbahnhöfen noch weiter ins Stadtzentrum hinein. Die Züge von Southeastern verkehren zu den Bahnhöfen Charing Cross und Cannon Street, die Thameslink-Züge durchqueren die Innenstadt im Snow-Hill-Tunnel und verkehren weiter in die nördlichen Vororte. In der Gegenrichtung lauten die Ziele Kent und Südost-London. Vom Kopfbahnhof aus verkehren Züge von Southeastern nach Süd-London, Surrey und Sussex. Die Gleise des Bahnhofs und der ausgehenden Strecken sind mit dem in Südengland üblichen Bahnstromsystem (seitliche Stromschiene mit 750 V Gleichstrom) elektrifiziert. London Bridge ist einer von 17 Bahnhöfen, die von der Bahninfrastrukturgesellschaft Network Rail verwaltet werden.
In der U-Bahn-Station unter dem Vorplatz kreuzen sich auf zwei Ebenen die Northern Line und die Jubilee Line. Es gibt je einen Eingang an der Tooley Street und an der Borough High Street, von wo aus Rolltreppen hinunter zu den Bahnsteigen führen. Wie in den übrigen im Jahr 1999 eröffneten Stationen der Jubilee Line-Verlängerung sind auch hier die Bahnsteige durch Bahnsteigtüren von den Gleisen getrennt.

## Geschichte

### Eisenbahn
London Bridge ist der älteste Bahnhof Londons. Der erste Kopfbahnhof wurde am 14. Dezember 1836 durch die London and Greenwich Railway eröffnet, die spätere South Eastern Railway (SER). Unmittelbar nebenan errichtete die London and Croydon Railway, die spätere London, Brighton and South Coast Railway (LB&SCR), eine eigene Bahnhofshalle, die am 15. Juni 1839 in Betrieb genommen wurde.
Im Jahr 1844 beseitigte man die Trennwand zwischen beiden Gebäuden und bereits sechs Jahre später wurde die gesamte Anlage abgerissen und durch einen gemeinsamen Neubau ersetzt, der am 3. Januar 1851 eröffnet wurde. Kaum fertiggestellt, erwies sich die Anlage als zu klein. Aus diesem Grund riss man 1853 den LB&SCR-Bahnhofteil ab, baute ihn neu und erweiterte ihn 1866 nochmals; dies ist der heute noch existierende Kopfbahnhof.
Den Bahnhofteil der SER riss man zu Beginn der 1860er-Jahre ab, um das Fundament um einige Meter zu erhöhen. Damit war es nun möglich, die Strecke weiter in das Stadtzentrum hinein zu verlängern. Der heutige Durchgangsbahnhof nahm am 11. Januar 1864 den Betrieb auf. 1978 führte British Rail einen umfassenden Umbau der gesamten Anlage durch.
Im Jahr 1861 entstand als Anbau der Bahnhofshalle das Terminus Hotel. Es wurde 1893 von der LB&SCR erworben und in ein Bürogebäude umgewandelt, 1941 jedoch abgerissen.
Seit 2012 wurde der Bahnhof grundlegend umgebaut und am 9. Mai 2018 durch Prinz William offiziell eröffnet. In Zukunft halten dort die längeren Züge der Thameslink-Verbindung. Außerdem wurde im Rahmen der Umbaumaßnahmen das Bahnhofslayout geändert: Aus den bisherigen 6 Durchgangsbahnsteigen und 9 Kopfbahnsteigen wurden nun 9 Durchgangsbahnsteige und 6 Kopfbahnsteige. Unterhalb der Bahnsteige wurde eine neue Bahnhofshalle gebaut, von der aus alle Bahnsteige zu erreichen sind.

### U-Bahn
Die U-Bahn-Station wurde am 25. Februar 1900 durch die City and South London Railway (Vorgängergesellschaft der Northern Line) eröffnet, als Teil der Neubaustrecke zwischen Borough und Moorgate. Zuvor verkehrten die Züge zur Endstation in der King William Street und fuhren dabei etwa 100 Meter am Bahnhof London Bridge vorbei. Die Neubaustrecke ermöglichte die Anbindung des Bahnhofs an das U-Bahn-Netz.
Zweimal war die Station geschlossen. Vom 28. November 1923 bis zum 20. April 1924 wurde das Lichtraumprofil des Tunnels erweitert, um die Kapazität zu erhöhen. Die zweite Schließung erfolgte 1999 zwischen dem 2. Juli und dem 5. September, um die Verteilerebene im Hinblick auf die bevorstehende Eröffnung der Jubilee Line zu erweitern. Die Inbetriebnahme der Bahnsteige der Jubilee Line erfolgte am 7. Oktober 1999, die Züge fuhren hier allerdings schon seit dem 24. September ohne Halt durch. Während der Bauarbeiten waren einige römische Gegenstände ausgegraben worden, darunter Vasen und Fragmente eines Mosaiks. Einige dieser Gegenstände werden in der Station ausgestellt.

## Orgel

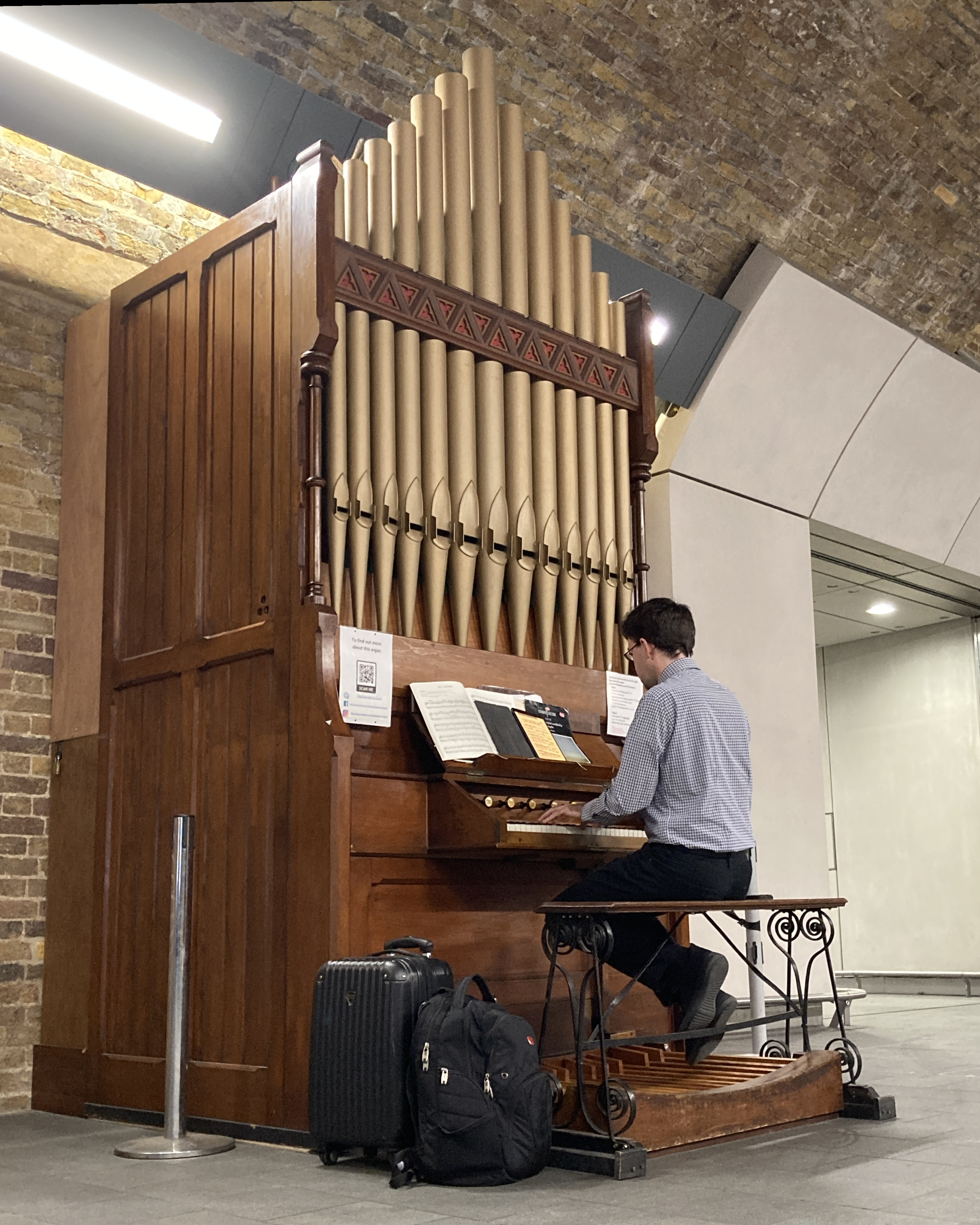
Die Orgel im Bahnhof London Bridge (2022)

In dem Durchgang Stainer Street in der London Bridge Station wurde 2022 eine Orgel aufgestellt, die im Volksmund auch „Henry“ genannt wird. Es handelt sich dabei um eine viktorianische Orgel aus dem Jahr 1880, die von dem Orgelbauer Henry Jones für die Christ Church im Londoner Stadtteil Whetstone erbaut wurde.
Nachdem die Kirche 2020 geschlossen worden war, wurde das Instrument 2022 auf Betreiben der Initiative „Pipe Up for Pipe Organs“ des Orgelbauers Martin Renshaw in dem Bahnhof aufgestellt. Ziel dieser Initiative ist es, auf den Verlust von Orgeln aus geschlossenen Kirchen im United Kingdom aufmerksam zu machen. Die Orgel kann von jedermann gespielt werden. Das Instrument hat sechs Register auf einem Manual (Open Diapason Front 8', Open Diapason Treble 8', Rohr Flute 8', Gamba 8', Principal 4') und Pedal (Bourdon 16') und eine Pedalkoppel.